# Гронтковський Антон Діонісієвич
Гронткóвський Антóн Діонісієвич пол. Grontkowski Antoni s.Dyonizego, рос. Гронтковский Антон Дионисиевич) (нар. 01 (14) листопада 1901, хутір Шабатів, смт Полянка, Баранівська волость, Новоград-Волинський повіт Волинської губернії, Російська імперія  — пом. 04 січня 1987, Київ, Україна) — радянський офіцер в Війську Польськім, фінансист, заступник міністра фінансів ПНР (1950–1954).

## Біографія
Походить із збіднілого польського роду шляхтичів-однодворців. Народився в родині машиніста парового млину на місцевому лісопильному заводі. З лютого 1917 року працює бухгалтером після закінчення 7-річної комерційної школи в Умані. В 1925 році одружився з Малюжинською Софією Олександрівною (рідна сестра Миколи Олександровича Малюжинського із м. Любар, Житомирська область). В 1931 році переїхав до Києва, а в 1939 році був мобілізований на Радянсько-Фінську війну 1939–1940 рр. (12.1939 — 04.1940 — начальник фінансової частини транспортного батальйону).

## Німецько-радянська війна
07.1941 — 06.1942 — начальник 261 автохлібзаводу, 217-я Унечська Червонопрапорна орденів Леніна та Суворова стрілецька дивізія, Резерв Ставки ВГК, потім Західний фронт (СРСР, Друга світова війна) 
06.1942 — 08.1942 — начальник фінансової частини польового хірургічного шпиталю 7-ї Ударної армії
12.1942 — пройнятий до лав КПРС
08.1942 — 09.1943 — начальник фінансової частини польового хірургічного шпиталю 62-й Армії (оборона Сталінграду)
Легко поранений та контужений на р. Дон та під Сталінградом (1942).

## Військо Польське
12.09.1943 — відряджений у 1-шу армію (Військо Польське) в званні ст.лейтенанта інтендантської служби, приймає безпосередню участь у створенні та організації фіннасової частини 1-шої піхотної дивізії імені Т. Косцюшка (командир - полковник З. Берлінг).
12.09.1943 — 13.08.1944 — начальник фінансової частини польового хірургічного шпиталю 1-ї Армії ВП
13.08.1944 — 16.05.1945 — начальник фінансової частини 3-й гаубичної артбригади ВП
16.05.1945 — 30.11.1945 — начальник фінансової частини 5 артилерійської дивізії ВП
30.11.1945 — 17.03.1947 — начальник фінансової частини санітарної секції Сілезьського військового округу
17.03.1947 — 01.06.1950 — начальник фінансового відділу Військово-морського флоту ПНР.
01.06.1950 — 30.09.1950 — начальник відділу організації та планування Фінансового Управління Міністерства Національної Оборони (Ministerstwo Obrony Narodowej) ПНР
30.09.1950 — 26.07.1954 — Замісник Міністра фінансів, начальник фінансово-економічного Управління Міністерства фінансів Польської Народної Республіки.
26.07.1954 — відряджений до Радянської Армії у зв'язку із заміною польським офіцером. 

## Радянська Армія та відставка

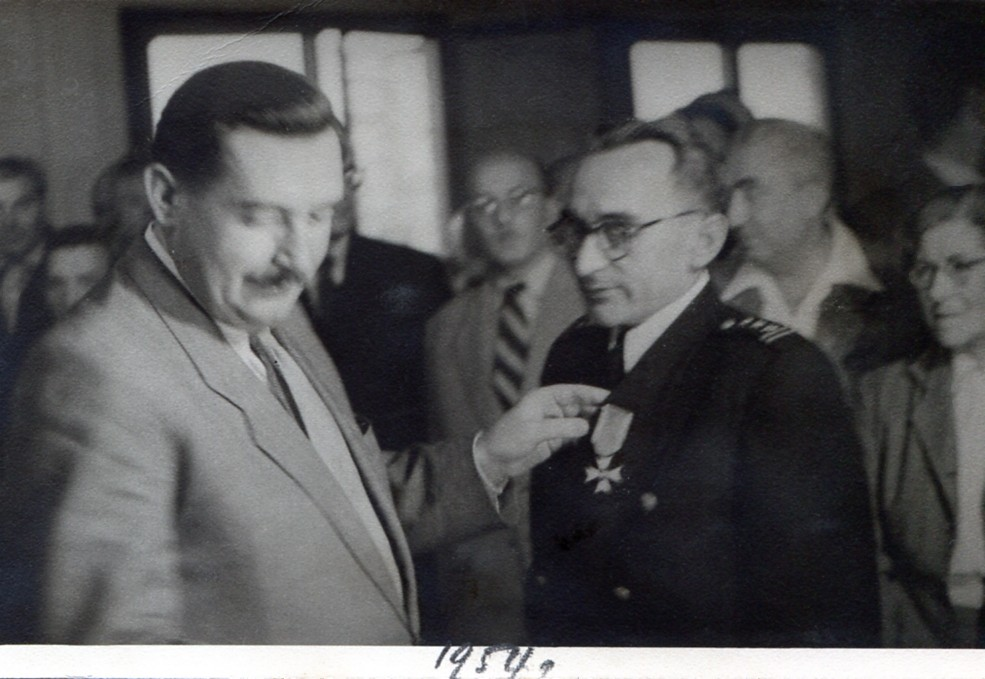
Міністр фінансів (1952-1960) ПНР Tadeusz Dietrich вручає державну нагороду ПНР Гронтковському А. Д.

26.07.1954 — 15.12.1954 — начальник фінансового управління Стратегічних військових аеродромів, Прибалтійський військовий округ
15.12.1954 — 01.03.1955 — інфаркт, лікування в шпиталі, відправлений у відставку в званні полковника за станом здоров'я.

## Після відставки
1957–1968 — головний бухгалтер Київського медичного інституту, Київського кабельного заводу.